# Football Club Pro Vercelli 1892 2020-2021
Questa voce raccoglie le informazioni riguardanti il Football Club Pro Vercelli 1892 nelle competizioni ufficiali della stagione 2020-2021.

## Divise e sponsor
Per la stagione 2020-21 lo sponsor tecnico è EYE Sport; lo sponsor di maglia è Rubinetterie Condor.
La maglia interna, fedelmente alla tradizione, è bianca: dettagli peculiari sono la bordura rossa sul colletto a polo (che sul retro si tramuta in una croce, ispirata allo stemma sociale e cittadino) e il disegno della testa di leone nera poco sotto lo scollo. Tipicamente i pantaloncini e i calzettoni sono neri; i secondi presentano una fasciatura mediana rossa, che sul polpaccio va a disegnare una croce.
La seconda maglia è nera con disegnata frontalmente a tutto campo una croce rossa bordata di bianco, appena sfumata alle estremità; nel braccio superiore compare, con dimensioni maggiori rispetto alla prima divisa, il disegno della testa di leone, declinata ton sur ton in rosso. Calzoncini e calzettoni sono bianchi; i secondi con la già citata finitura a croce rossa.
La maglia third è un semplice completo verde fluorescente, con personalizzazioni bianche, privo di particolari orpelli.

## Rosa
| N. |                      | Ruolo | Calciatore           |
| -- | -------------------- | ----- | -------------------- |
| 1  | Italia (bandiera)    | P     | Simone Moschin       |
| 2  | Italia (bandiera)    | D     | Alberto Masi         |
| 3  | Italia (bandiera)    | D     | Francesco Rodio      |
| 4  | Danimarca (bandiera) | C     | Matti Lund Nielsen   |
| 5  | Italia (bandiera)    | D     | Simone Auriletto     |
| 6  | Italia (bandiera)    | C     | Giovanni Graziano    |
| 6  | Italia (bandiera)    | D     | Giulio Parodi        |
| 7  | Italia (bandiera)    | A     | Mattia Rolando       |
| 8  | Italia (bandiera)    | C     | Simone Emmanuello    |
| 9  | Italia (bandiera)    | A     | Alessandro Romairone |
| 10 | Italia (bandiera)    | A     | Gianmario Comi       |
| 11 | Italia (bandiera)    | C     | Matteo Della Morte   |
| 12 | Italia (bandiera)    | P     | Nicola Tintori       |
| 13 | Italia (bandiera)    | C     | Leonardo Merio       |
| 14 | Francia (bandiera)   | C     | Allan Blaze          |
| 15 | Italia (bandiera)    | D     | Davide De Marino     |
| 16 | Italia (bandiera)    | A     | Zak Ruggiero         |
| 17 | Italia (bandiera)    | A     | Giovanni Bruzzaniti  |

| N. |                     | Ruolo | Calciatore         |
| -- | ------------------- | ----- | ------------------ |
| 18 | Italia (bandiera)   | A     | Giuseppe Borello   |
| 18 | Nigeria (bandiera)  | C     | Theophilus Awua    |
| 19 | Italia (bandiera)   | A     | Leonardo Gatto     |
| 20 | Italia (bandiera)   | A     | Stefano Padovan    |
| 21 | Italia (bandiera)   | C     | Andrea Volpatto    |
| 21 | Italia (bandiera)   | C     | Luca Rizzo         |
| 22 | Italia (bandiera)   | P     | Gianluca Saro      |
| 23 | Italia (bandiera)   | D     | Gianluca Clemente  |
| 24 | Italia (bandiera)   | A     | Alessio Zerbin     |
| 25 | Bulgaria (bandiera) | D     | Petko Hristov      |
| 26 | Italia (bandiera)   | C     | Adriano Esposito   |
| 27 | Marocco (bandiera)  | C     | Bilal Erradi       |
| 29 | Italia (bandiera)   | D     | Roberto Iezzi      |
| 30 | Italia (bandiera)   | C     | Riccardo Secondo   |
| 31 | Italia (bandiera)   | D     | Alessandro Carosso |
| 33 | Francia (bandiera)  | C     | Jeremy Petris      |
| 33 | Italia (bandiera)   | A     | Rocco Costantino   |
| 39 | Italia (bandiera)   | D     | Francesco Mezzoni  |

## Calciomercato

### Sessione estiva(dal 01/09 al 05/10)
| Acquisti | Acquisti            | Acquisti       | Acquisti      |
| R.       | Nome                | da             | Modalità      |
| -------- | ------------------- | -------------- | ------------- |
| P        | Tommaso Nobile      | Carpi          | fine prestito |
| P        | Nicola Tintori      | Inter          | definitivo    |
| D        | Gianluca Clemente   | Fermana        | definitivo    |
| D        | Carlo Crialese      | Virtus Entella | fine prestito |
| D        | Petko Hristov       | Fiorentina     | prestito      |
| C        | Allan Blaze         | Rende          | svincolato    |
| C        | Matti Lund Nielsen  | Reggina        | svincolato    |
| C        | Jeremy Petris       | Crotone        | prestito      |
| C        | Francesco Rodio     | Crotone        | prestito      |
| C        | Mattia Tunesi       | Fiorenzuola    | fine prestito |
| A        | Giuseppe Borello    | Crotone        | prestito      |
| A        | Giovanni Bruzzaniti | Crotone        | prestito      |
| A        | Stefano Padovan     | Imolese        | prestito      |
| A        | Zak Ruggiero        | Crotone        | prestito      |
| A        | Alessio Zerbin      | Napoli         | prestito      |

| Cessioni | Cessioni             | Cessioni        | Cessioni      |
| R.       | Nome                 | a               | Modalità      |
| -------- | -------------------- | --------------- | ------------- |
| P        | Tommaso Nobile       | Sambenedettese  | definitivo    |
| D        | Edoardo Bedetti      | Siena           | definitivo    |
| D        | Carlo Crialese       | Perugia         | prestito      |
| D        | Gabriele Franchino   | Vigor Lamezia   | svincolato    |
| D        | Giacomo Quagliata    | Heracles Almelo | definitivo    |
| D        | Moris Sportelli      | Torino          | fine prestito |
| D        | Victor Volpe         |                 | svincolato    |
| C        | Cristiano Bani       | Siena           | definitivo    |
| C        | Lorenzo Grossi       | Fermana         | definitivo    |
| C        | Raoul Mal            | Pistoiese       | definitivo    |
| C        | Alessandro Sangiorgi |                 | svincolato    |
| C        | Eros Schiavon        | Siena           | definitivo    |
| C        | Mattia Tunesi        | Legnano         | svincolato    |
| C        | Kevin Varas          | Pergolettese    | definitivo    |
| A        | Paulo Azzi           | Seregno         | svincolato    |
| A        | Samuele Ciceri       | Casatese        | svincolato    |
| A        | Tomi Petrović        | Virtus Entella  | fine prestito |
| A        | Simone Rosso         | Mantova         | svincolato    |

### Sessione invernale(dal 04/01 al 01/02)
| Acquisti | Acquisti          | Acquisti  | Acquisti   |
| R.       | Nome              | da        | Modalità   |
| -------- | ----------------- | --------- | ---------- |
| D        | Adriano Esposito  | Fermana   | definitivo |
| D        | Francesco Mezzoni | Napoli    | prestito   |
| D        | Giulio Parodi     | Juventus  | definitivo |
| C        | Theophilus Awua   | Spezia    | prestito   |
| C        | Luca Rizzo        |           | svincolato |
| A        | Rocco Costantino  | Modena    | prestito   |
| A        | Leonardo Gatto    | Triestina | prestito   |

| Cessioni | Cessioni          | Cessioni | Cessioni      |
| R.       | Nome              | a        | Modalità      |
| -------- | ----------------- | -------- | ------------- |
| D        | Davide De Marino  | Juventus | definitivo    |
| D        | Jeremy Petris     | Crotone  | fine prestito |
| D        | Francesco Rodio   | Crotone  | fine prestito |
| C        | Giovanni Graziano | Fermana  | definitivo    |
| C        | Alessio Raso      | Casale   | prestito      |
| C        | Andrea Volpatto   | Fossano  | svincolato    |
| A        | Giuseppe Borello  | Crotone  | fine prestito |
| A        | Stefano Padovan   | Imolese  | fine prestito |
| A        | Zak Ruggiero      | Crotone  | fine prestito |

## Organigramma societario
Area amministrativa
- Franco Smerieri - Presidente
- Anita Angiolini - Vice presidente
- Paolo Pinciroli - Amministratore delegato
- Alex Casella - Direttore sportivo
- Antonino Avarello - Segretario generale
- Christian Peretti - Area legale, rapporti con la lega e SLO
- Carola Borelli - Responsabile amministrativa
- Gianluca Pinciroli - Club manager
- Francesco Musumeci - Responsabile del settore giovanile
- Vittoria Marando - Responsabile marketing e comunicazione
- Ivan Benedetto - Fotografo ufficiale
- Sebastiano Regis - Ufficio stampa

Area tecnica
- Francesco Modesto - Allenatore
- Maurizio Perrelli - Vice allenatore
- Stefano Murante - Team manager
- Giacomo Gigliotti - Preparatore atletico
- Manuel Gallelli - Preparatore atletico
- Claudia Fin - Medico sociale
- Giampaolo Ermolli - Match analyst
- Antonello De Giorgi - Preparatore portieri
- Carlo Covellone - Fisioterapista
- Davide Costanzo - Fisioterapista

## Risultati

### Serie C

#### Girone di andata
| Arbitro: | Gualtieri (Asti) |

|                    |           |  |
| Rolando 10’ (rig.) | Marcatori |  |

| Arbitro: | Delrio (Reggio Emilia) |

|               |           |             |
| Saporetti 26’ | Marcatori | 38’ Hristov |

| Arbitro: | Petrella (Viterbo) |

|                                      |           |                    |
| Anghileri 16’ Galuppini 90+3’ (rig.) | Marcatori | 14’ (rig.) Rolando |

| Arbitro: | Calzavara (Varese) |

|                      |           |               |
| Comi 18’ Rolando 62’ | Marcatori | 90+4’ Signori |

| Arbitro: | Di Marco (Ciampino) |

|             |           |                        |
| Gorelli 59’ | Marcatori | 28’ Zerbin 53’ Rolando |

| Arbitro: | Natilla (Molfetta) |

|          |           |  |
| Comi 25’ | Marcatori |  |

| Olbia 25 ottobre 2020, ore 12:30 CET 7ª giornata | Olbia              | 0 – 0 referto | Pro Vercelli | Stadio Bruno Nespoli (300 spett.)\| Arbitro: \| Monaldi (Macerata) \| |
| Arbitro:                                         | Monaldi (Macerata) |               |              |                                                                       |

| Arbitro: | Emmanuele (Pisa) |

|                                      |           |  |
| Zerbin 15’ Comi 33’, 69’ Rodio 90+4’ | Marcatori |  |

| Arbitro: | Collu (Cagliari) |

|                     |           |                     |
| Bortoluz 38’ (rig.) | Marcatori | 16’ Zerbin 84’ Comi |

| Arbitro: | Maggio (Lodi) |

|                    |           |  |
| Rolando 74’ (rig.) | Marcatori |  |

| Arbitro: | Saia (Palermo) |

|             |           |                               |
| Magrini 27’ | Marcatori | 12’ (rig.) Rolando 43’ Zerbin |

| Arbitro: | Rutella (Enna) |

|  |           |                      |
|  | Marcatori | 82’, 84’ De Respinis |

| Arbitro: | Miele (Nola) |

|                          |           |                    |
| Eusepi 26’ Arrighini 68’ | Marcatori | 85’ (rig.) Padovan |

| Arbitro: | Moriconi (Roma 1) |

|  |           |                       |
|  | Marcatori | 69’ Murilo 82’ Braken |

| Arbitro: | Luciani (Roma 1) |

|                            |           |                            |
| Hristov 11’ Emmanuello 88’ | Marcatori | 35’ Galeandro 51’ Genevier |

| Arbitro: | Zufferli (Udine) |

|                          |           |  |
| Capogna 57’ Iocolano 77’ | Marcatori |  |

| Arbitro: | Zamagni (Cesena) |

|                    |           |                     |
| Iezzi 38’ Comi 68’ | Marcatori | 8’ Barba 90’ Faella |

| Arbitro: | Perri (Roma 1) |

|                     |           |                 |
| Maritato 66’ (rig.) | Marcatori | 87’ Della Morte |

| Arbitro: | Marcenaro (Genova) |

|                                            |           |            |
| Zerbin 14’ Comi 26’ (rig.) Della Morte 36’ | Marcatori | 15’ Pavone |

#### Girone di ritorno
| Arbitro: | Perenzoni (Rovereto) |

|            |           |                         |
| Lanini 15’ | Marcatori | 49’ Emmanuello 52’ Comi |

| Vercelli 30 gennaio 2021, ore 15:00 CET 21ª giornata | Pro Vercelli       | 0 – 0 referto | Pro Patria | Stadio Silvio Piola (0 spett.)\| Arbitro: \| Petrella (Viterbo) \| |
| Arbitro:                                             | Petrella (Viterbo) |               |            |                                                                    |

| Arbitro: | Feliciani (Teramo) |

|                                     |           |  |
| Della Morte 23’ Costantino 74’, 78’ | Marcatori |  |

| Lucca 7 febbraio 2021, ore 17:30 CET 23ª giornata | Lucchese       | 0 – 0 referto | Pro Vercelli | Stadio Porta Elisa (0 spett.)\| Arbitro: \| Rutella (Enna) \| |
| Arbitro:                                          | Rutella (Enna) |               |              |                                                               |

| Arbitro: | Cavaliere (Paola) |

|                                             |           |  |
| Costantino 4’ Rolando 47’ Della Morte 90+1’ | Marcatori |  |

| Arbitro: | Angelucci (Foligno) |

|  |           |                            |
|  | Marcatori | 3’ Clemente 66’ Emmanuello |

| Vercelli 21 febbraio 2021, ore 15:00 CET 26ª giornata | Pro Vercelli  | 0 – 0 referto | Olbia | Stadio Silvio Piola (0 spett.)\| Arbitro: \| Maggio (Lodi) \| |
| Arbitro:                                              | Maggio (Lodi) |               |       |                                                               |

| Arbitro: | Marini (Trieste) |

|                  |           |                      |
| Perna 89’ (rig.) | Marcatori | 30’ (rig.), 55’ Comi |

| Arbitro: | Delrio (Reggio Emilia) |

|             |           |  |
| Rolando 10’ | Marcatori |  |

| Arbitro: | Pashuku (Albano Laziale) |

|  |           |           |
|  | Marcatori | 39’ Gatto |

| Arbitro: | Marcenaro (Genova) |

|          |           |           |
| Comi 54’ | Marcatori | 36’ Gatto |

| Sesto San Giovanni 17 marzo 2021, ore 15:00 CET 31ª giornata | Pro Sesto          | 0 – 0 referto | Pro Vercelli | Stadio Breda (0 spett.)\| Arbitro: \| D'Ascanio (Ancona) \| |
| Arbitro:                                                     | D'Ascanio (Ancona) |               |              |                                                             |

| Arbitro: | Tremolada (Monza) |

|  |           |                         |
|  | Marcatori | 46’ (aut.) Lund Nielsen |

| Arbitro: | Carella (Bari) |

|                           |           |          |
| Braken 4’ Bussaglia 90+1’ | Marcatori | 33’ Comi |

| Arbitro: | Vigile (Cosenza) |

|             |           |                                               |
| Manconi 26’ | Marcatori | 41’ (rig.), 56’ (rig.) Rolando 71’ Costantino |

| Arbitro: | Bitonti (Bologna) |

|                    |           |                                                 |
| Rolando 19’ (rig.) | Marcatori | 7’ Celjak 79’ (rig.) Iocolano 90+2’ Mastroianni |

| Arbitro: | Arena (Torre del Greco) |

|                          |           |                                |
| Bardini 50’ Semprini 63’ | Marcatori | 58’ Costantino 86’ Della Morte |

| Arbitro: | Collu (Cagliari) |

|  |           |                          |
|  | Marcatori | 27’ Cesarini 75’ Lamesta |

| Carrara 2 maggio 2021, ore 17:30 CEST 38ª giornata | Carrarese          | 0 – 0 referto | Pro Vercelli | Stadio dei Marmi (0 spett.)\| Arbitro: \| Feliciani (Teramo) \| |
| Arbitro:                                           | Feliciani (Teramo) |               |              |                                                                 |

#### Play-off
| Arbitro: | Carrione (Castellammare di Stabia) |

|                |           |  |
| Costantino 82’ | Marcatori |  |

| Arbitro: | Carella (Bari) |

|                                        |           |                      |
| Emmanuello 56’ Costantino 90+4’ (rig.) | Marcatori | 28’ (rig.) Casiraghi |

| Arbitro: | Cosso (Reggio Calabria) |

|                         |           |                       |
| Odogwu 9’ Casiraghi 30’ | Marcatori | 79’ (rig.) Costantino |

## Statistiche

### Statistiche di squadra
| Competizione | Punti | In casa | In casa | In casa | In casa | In casa | In casa | In trasferta | In trasferta | In trasferta | In trasferta | In trasferta | In trasferta | Totale | Totale | Totale | Totale | Totale | Totale | D.R. |
| Competizione | Punti | G       | V       | N       | P       | Gf      | Gs      | G            | V            | N            | P            | Gf           | Gs           | G      | V      | N      | P      | Gf     | Gs     | D.R. |
| ------------ | ----- | ------- | ------- | ------- | ------- | ------- | ------- | ------------ | ------------ | ------------ | ------------ | ------------ | ------------ | ------ | ------ | ------ | ------ | ------ | ------ | ---- |
| Serie C      | 63    | 19      | 9       | 5       | 5       | 25      | 17      | 19           | 8            | 7            | 4            | 23           | 18           | 38     | 17     | 12     | 9      | 48     | 35     | +13  |

### Andamento in campionato
| Giornata  | 1 | 2 | 3  | 4 | 5 | 6 | 7 | 8 | 9 | 10 | 11 | 12 | 13 | 14 | 15 | 16 | 17 | 18 | 19 | 20 | 21 | 22 | 23 | 24 | 25 | 26 | 27 | 28 | 29 | 30 | 31 | 32 | 33 | 34 | 35 | 36 | 37 | 38 |
| --------- | - | - | -- | - | - | - | - | - | - | -- | -- | -- | -- | -- | -- | -- | -- | -- | -- | -- | -- | -- | -- | -- | -- | -- | -- | -- | -- | -- | -- | -- | -- | -- | -- | -- | -- | -- |
| Luogo     | C | T | T  | C | T | C | T | C | T | C  | T  | C  | T  | C  | C  | T  | C  | T  | C  | T  | C  | C  | T  | C  | T  | C  | T  | C  | T  | C  | T  | C  | T  | T  | C  | T  | C  | T  |
| Risultato | V | N | P  | V | V | V | N | V | V | V  | V  | P  | P  | P  | N  | P  | N  | N  | V  | V  | N  | V  | N  | V  | V  | N  | V  | V  | V  | N  | N  | P  | P  | V  | P  | N  | P  | N  |
| Posizione | 6 | 7 | 12 | 6 | 3 | 1 | 1 | 1 | 1 | 2  | 2  | 2  | 2  | 3  | 3  | 4  | 5  | 5  | 3  | 3  | 4  | 3  | 3  | 3  | 3  | 3  | 3  | 2  | 2  | 2  | 2  | 2  | 3  | 3  | 3  | 3  | 4  | 4  |

Legenda:

Luogo: C = Casa; T = Trasferta. Risultato: V = Vittoria; N = Pareggio; P = Sconfitta.